# Regine Seidler (Schauspielerin)
Regine Seidler (* 6. März 1970 in Leipzig) ist eine deutsche Theater- und Fernsehschauspielerin.

## Leben
Regine Seidler absolvierte an der Hochschule für Film und Fernsehen Potsdam-Babelsberg ihre Schauspielausbildung. Danach spielte sie auf einigen Theaterbühnen unter anderem in Berlin, Baden-Baden, Neustrelitz und Rostock. Am Berliner GRIPS-Theater spielt sie mit Unterbrechung seit 1998. Des Weiteren wirkte sie bereits in einigen Fernsehserien und Fernsehfilmen mit.
Von 2006 bis August 2008 spielte sie in der RTL-Serie Alles was zählt die Rolle der Nadja Roschinski, musste diese aber wegen einer Schwangerschaft abbrechen, und wurde von Birgit Würz ersetzt. 2010 stellte sie sich jedoch für einen Gastauftritt von 3 Folgen erneut bei Alles was zählt vor die Kamera, da Birgit Würz durch andere Dreharbeiten (Rote Rosen) verhindert war. Seit dem 7. November 2008 spielt sie die Rolle der Rosa Luxemburg in dem Grips-Theaterstück Rosa.

## Filmografie (Auswahl)
- 1994: Das schafft die nie
- 1995: Der Kontrolleur
- 1996: Immer wieder Sonntag
- 1998: Plus minus Null
- 2005: Tatort – Ohne Beweise (Fernsehreihe)
- 2006: SOKO Wismar
- 2006–2008, 2010: Alles was zählt
- 2007: Fürchte dich nicht
- 2010: Verbotene Liebe
- 2011: Gefangen (SOKO Leipzig)
- 2011: Notruf Hafenkante – Hunger auf Blut
- 2015: Als wir träumten
- 2016: Spreewaldkrimi – Spiel mit dem Tod (Fernsehreihe)